# B'Day Anthology Video Album
B'Day Anthology Video Album är ett musikvideoalbum av den amerikanska sångerskan Beyoncé Knowles, utgivet den 3 april 2007.

## Innehåll
| Nr  | Titel                                            | Regissör(er)                         | Längd |
| --- | ------------------------------------------------ | ------------------------------------ | ----- |
| 1.  | "Beautiful Liar" (duett med Shakira)             | Jake Nava och Beyoncé Knowles        | 3:34  |
| 2.  | "Irreplaceable"                                  | Anthony Mandler                      | 4:17  |
| 3.  | "Kitty Kat"                                      | Melina Matsoukas och Beyoncé Knowles | 1:03  |
| 4.  | "Green Light"                                    | Melina Matsoukas                     | 3:31  |
| 5.  | "Upgrade U" (med Jay-Z)                          | Melina Matsoukas och Beyoncé Knowles | 4:38  |
| 6.  | "Flaws and All"                                  | Cliff Watts och Beyoncé Knowles      | 4:14  |
| 7.  | "Get Me Bodied" (Utökad mix)                     | Anthony Mandler och Beyoncé Knowles  | 6:42  |
| 8.  | "Freakum Dress"                                  | Ray Kay och Beyoncé Knowles          | 3:21  |
| 9.  | "Suga Mama"                                      | Melina Matsoukas och Beyoncé Knowles | 3:37  |
| 10. | "Déjà Vu" (med Jay-Z)                            | Sophie Muller                        | 4:06  |
| 11. | "Ring the Alarm"                                 | Sophie Muller                        | 3:33  |
| 12. | "Listen" (director's cut)                        | Diane Martel                         | 3:49  |
| 13. | "Still In Love (Kissing You)" (senare borttagen) | Cliff Watts och Beyoncé Knowles      | 4:41  |
| 14. | Eftertexter                                      |                                      | 0:51  |
| 15. | Anthology Behind the Scenes                      | Ed Burke                             | 17:39 |